# 家村マリエ
家村 マリエ（いえむら マリエ、1986年10月30日 - ）は、日本のギャルファッションモデル。本名：家村麻里絵。石川県出身、大阪府在住。164センチメートル、80-59-85。女性誌『小悪魔ageha』への読者モデルとしての登場や、関西地方を拠点としたモデル活動などから知られてきた。
元キャバクラ嬢。自身の開業による『House village』（ハウス・ビレッジ）という飲食店を営む実業家でもある。『小悪魔ageha』関係誌にあたる『姉ageha』にも登場。
『House Village』の経営母体は大阪市西区に本社を置く株式会社『Marie.Japan〔マリージャパン〕』で、2011年7月に自ら設立。代表取締役として同社を率い、『House Village』の運営のみならず、フリーマガジンの出版やダイエット食品の販売など多方面に事業を拡大してきた。

## 来歴
石川県の金沢市に出生。19歳で大阪に出て特に目的もなくキャバクラで働きながら生計を立てていた。モデル業の始動は『小悪魔ageha』への露出を始めた2008年のことであった。同年には朝日放送のバラエティ番組『美女裁判』への出演を開始、翌2009年には渋谷ガールズコレクションに出場、さらに『ステラ』（6月）〜『QUEEN OF BEAUTY ～Birth by Sleep～』（10月）〜『GOSSIP KANSAI』（2010年3月）〜『Nail in 通天閣』（同年6月）と各種ファッションイベントへの登場を重ねた。
2010年の暮れには念願であったという自身のプロデュースによる『House village』という名のカフェ／バーを開業。大阪の心斎橋に位置するこの『House village』は、自身の5年間にわたるキャバクラ勤務から得た資金を元手に開いた店で、かねてよりダイエットの材料に用いてきたというおからに特に傾注。その縁から翌2011年には全豆連こと全国豆腐油揚商工組合連合会から次期大使（『2012豆腐フェア関西“おから”大使』）としての抜擢を受けることにもなった。
20代から30代の女性を想定読者に定めた『NO LIMIT』というフリーマガジンを2011年の暮れに発起、大阪で隔月刊行中。『ハウスビレッジ』関連では、『オカライフカロリーバイバイ』という健康食品を2011年に発売したほか、翌2012年には新たに127坪の大型店舗をオープンさせるに至った。
2012年には初の著書『中性脂肪を減らす、おからのおかず』を発売。医学監修の白澤卓二医師がおからの健康効果について解説している。
2013年には“おから大使”の活動の一環としての自著『満腹なのにみるみるやせる！おからダイエットレシピ』を発売している。

## 出演

### 雑誌
- 『小悪魔ageha』（読者：2008年より）
- 『姉ageha』

### イベント
- 『GOSSIP KANSAI』（ZEPP OSAKA、2010年3月7日） 共/川端かなこ、細井宏美、板橋瑠美、高橋由真、田中愛奈、鈴木あや、斉藤夏海、坂本礼美、間宮梨花、峯村優衣、武田静加、舘谷恵利子、みきてぃ、本多末奈、池田恵、ほか[23]
- 『Nail in 通天閣』（通天閣、2010年6月） 共/百合華、みきてぃ[24]
- 『KyabaRaku AWARD ～Kickoff Party～』（VANITY LOUNGE、2012年4月8日） 共/桃華絵里、桜井莉菜、早川沙世、遠藤彩香、鮎川りな、りん、愛内心愛、杉山佳那恵、ほずにゃむ、ゆきいちご、吉川ぐり、吉川ぐら、渡辺かなえ、桜咲姫菜、山上沙和、LALA[25]

### その他
- DVD：『キラモリ』（2009年6月23日発売） 共/早川沙世、純恋、一条京香、上ノ宮絵理沙、きんきら☆きん、滝沢麗奈、みぽ、椿姫彩菜[26]